# Дудченко, Татьяна Александровна
Татьяна Александровна Дудченко (род. 18 ноября 1983), в девичестве Палиенко — российская легкоатлетка, специалистка по бегу на средние дистанции. Выступала на профессиональном уровне в 1999—2017 годах, победительница Кубка Европы в помещении, многократная призёрка первенств всероссийского значения, участница чемпионата Европы в помещении в Париже. Представляла Мурманскую область. Мастер спорта России международного класса.

## Биография
Татьяна Палиенко родилась 18 ноября 1983 года. Занималась лёгкой атлетикой под руководством тренера П. В. Савенкова.
Впервые заявила о себе в сезоне 1999 года, когда в беге на 800 метров выиграла серебряную медаль на соревнованиях в Санкт-Петербурге. Выступила на юношеском всероссийском первенстве во Владимире, где стала восьмой.
В 2005 году в 800-метровой дисциплине одержала победу на чемпионате России среди молодёжи в Москве.
На чемпионате России 2007 года в Туле — бронзовая призёрка в беге на 800 метров.
В 2008 году выиграла бронзовую медаль на турнире «Русская зима» в Москве, на чемпионате Москвы и на Кубке России в Туле. Принимала участие в Кубке Европы в помещении в Москве, где вместе с соотечественницами выиграла шведскую эстафету 800 + 600 + 400 + 200 метров и вместе с соотечественницами стала победительницей женского командного зачёта.
В 2009 году превзошла всех соперниц на Кубке Санкт-Петербурга и на «Русской зиме» в Москве, взяла бронзу на Кубке России в Туле.
В 2010 году помимо прочего получила серебро на Мемориале Яламова в Екатеринбурге и на Рождественском кубке в Москве.
В 2011 году в беге на 800 метров выиграла бронзовую медаль на зимнем чемпионате России в Москве и благодаря череде удачных выступлений удостоилась права защищать честь страны на чемпионате Европы в помещении в Париже, где дошла до стадии полуфиналов. Также в этом сезоне с личным рекордом 1:59.76 стала бронзовой призёркой на летнем чемпионате России в Чебоксарах.
В 2012 году одержала победу на международном турнире в Стамбуле, взяла бронзу на Кубке России в Ерино.
В 2015 году с командой Мурманской области выиграла бронзовую медаль в эстафете 4 × 800 метров на чемпионате России по эстафетному бегу в Адлере.
Завершила спортивную карьеру по окончании сезона 2017 года.
За выдающиеся спортивные достижения удостоена почётного звания «Мастер спорта России международного класса».